# 安積町南長久保
安積町南長久保（あさかまち みなみながくぼ）は、福島県郡山市に所在する町丁である。郵便番号は963-0104。

## 地理
郡山市南部の行政区である安積町に属する。北東で安積町長久保、東で安積、南から西にかけ安積町笹川、北西で安積町成田とそれぞれ隣接する。安積第二、第三土地区画整理事業が実施され正立した安積町長久保と国道4号あさか野バイパスに挟まれた区域を範囲とし、南郡山ニュータウンとして住宅地が造成された。市道長久保三丁目南長久保一丁目線を境に北より一、二丁目設置されている。笹川二丁目に所在する郡山警察署笹川交番、および安積二丁目に所在する郡山消防署安積分署がそれぞれ管轄にあたる。

## 世帯数と人口
2024年1月1日現在の世帯数と人口は以下の通りである。
| 大字           | 世帯数  | 人口    |
| -------------- | ------- | ------- |
| 安積町南長久保 | 681世帯 | 1,550人 |

## 小・中学校の学区
市立小・中学校に通う場合、学区は以下の通りとなる。
| 番地 | 小学校                 | 中学校                 |
| ---- | ---------------------- | ---------------------- |
| 全域 | 郡山市立安積第三小学校 | 郡山市立安積第二中学校 |

## 交通

### 道路
- 国道4号あさか野バイパス
- 一級市道22号安積成田線
- 一般市道南長久保二長久保三丁目線

## 施設等
- 南郡山ニュータウン
- 妙見神社